# Skradin
Skradin je mesto na Hrvaškem in občina s statusom mesta (Grad Skradin), ki ima 3.349 prebivalcev (2021; samo naselje le še okoli 500) in ki upravno spada v Šibeniško-kninsko županijo.

## Lega
Skradin in pristanišče na desnem bregu reke Krke, severno od Šibenika, od katerega je oddaljen okoli 19 km.

## Zgodovina
Mesto je v celoti spomeniško zavarovano, tu je tudi sedež Narodnega parka Krka in izhodišče za obisk njegovih znamenitosti. Na mestu kjer leži današnji Skradin je stala ilirska naselbina Scardona. V obdobju rimske vladavine je bil tu municipij, od 6. stoletja do leta 1860 sedež  škofije. Skradin so leta 615 porušili Avari. Nad mestom so ruševine obrambnega stolpa in ostanki obrambnega zidu beneške in kasneje turške utrdbe. V mestu stojijo župnijska cerkev (prej katedrala) Porođenja Blažene Djevice Marije postavljena leta 1724, cerkev na pokopališču pa v 16. stoletju ter pravoslavna cerkev sv. Spiridona iz leta 1876.

## Demografija
| Pregled števila prebivalcev po letih | Pregled števila prebivalcev po letih | Pregled števila prebivalcev po letih | Pregled števila prebivalcev po letih | Pregled števila prebivalcev po letih | Pregled števila prebivalcev po letih | Pregled števila prebivalcev po letih | Pregled števila prebivalcev po letih | Pregled števila prebivalcev po letih | Pregled števila prebivalcev po letih | Pregled števila prebivalcev po letih | Pregled števila prebivalcev po letih | Pregled števila prebivalcev po letih | Pregled števila prebivalcev po letih | Pregled števila prebivalcev po letih | Pregled števila prebivalcev po letih | Pregled števila prebivalcev po letih |
| ------------------------------------ | ------------------------------------ | ------------------------------------ | ------------------------------------ | ------------------------------------ | ------------------------------------ | ------------------------------------ | ------------------------------------ | ------------------------------------ | ------------------------------------ | ------------------------------------ | ------------------------------------ | ------------------------------------ | ------------------------------------ | ------------------------------------ | ------------------------------------ | ------------------------------------ |
| 1857                                 | 1869                                 | 1880                                 | 1890                                 | 1900                                 | 1910                                 | 1921                                 | 1931                                 | 1948                                 | 1953                                 | 1961                                 | 1971                                 | 1981                                 | 1991                                 | 2001                                 | 2011                                 | 2021                                 |
| 798                                  | 1648                                 | 918                                  | 804                                  | 934                                  | 800                                  | 650                                  | 681                                  | 790                                  | 928                                  | 1018                                 | 889                                  | 791                                  | 726                                  | 619                                  | ?                                    | 508                                  |